# Liste des châteaux du Gers
Cet article recense de manière non exhaustive les châteaux (de défense ou d'agrément), maisons fortes, mottes castrales, situés dans le département français du Gers. Il est fait état des inscriptions et classements au titre des monuments historiques.
Ancienne province de Gascogne (voir Château gascon)

## Liste
| Icône            | Signification    | Abréviations             | Abréviations                  | Abréviations             | Abréviations           |
| ---------------- | ---------------- | ------------------------ | ----------------------------- | ------------------------ | ---------------------- |
| Château fort     | Château fort     | = Bastide                | = Ferme fortifiée             | = Maison forte           | = (Néo-)Palladianisme  |
| Renaissance      | Renaissance      | = Château gascon         | = Folie (montpelliéraine)     | = Manoir, Gentilhommière | = Résidence épiscopale |
| Domaine viticole | Domaine viticole | = Classicisme, classique | = Forteresse, fort(ification) | = Maison (noble)         | = Style Beaux-Arts     |
| Palais           | Palais           | = Commanderie            | = Gothique (flamboyant)       | = Néo-baroque            | = Style Second Empire  |
| Ruine ou disparu | Ruine, disparu   | = Château pinardier      | = Hôtel particulier           | = Néo-classique          | = Style italianisant   |
|                  |                  | = Demeure seigneuriale   | ... = Style Louis XII...XVI   | = Néo-gothique           | = Style troubadour     |
|                  |                  | = Éclectisme             | = Logis (seigneurial)         | = Néo-Renaissance        | = Villa (de Nice)      |
| Baroque, rococo  | Baroque, rococo  | = Édifice religieux      | = Motte castrale/féodale      | = Pavillon de chasse     | = Styles du XXe siècle |

| Type                                  | Château                                       | Commune                     | Protection                                                      | Notes                                                        | Coordonnées                 | Illustration |
| ------------------------------------- | --------------------------------------------- | --------------------------- | --------------------------------------------------------------- | ------------------------------------------------------------ | --------------------------- | ------------ |
| Château gascon                        | Château d'Ampelle                             | Pergain-Taillac             | Notice no IA00038903                                            | XIIIe et XIVe siècles, XVe et XVIe siècles                   | 44° 03′ 05″ N, 0° 33′ 48″ E |              |
| Château fort                          | Château d'Avensac                             | Avensac                     | Inscrit MH (1983) · Notice no PA00094721                        | XIVe et XIXe siècles                                         | 43° 49′ 53″ N, 0° 54′ 14″ E |              |
| Château fort · Château gascon         | Château d'Avezan                              | Avezan                      | Inscrit MH (1984) · Notice no PA00094722 · Notice no IA00038624 | XIIIe et XVe siècles, XVIIe et XVIIIe siècles                | 43° 52′ 35″ N, 0° 47′ 40″ E |              |
| Château fort · Bastide                | Château de Bassoues                           | Bassoues                    | Classé MH (1840) · Inscrit MH (1944) · Notice no PA00094729     | XIVe et XVIIe siècles                                        | 43° 34′ 45″ N, 0° 14′ 52″ E |              |
|                                       | Château de Belmont (Château-Neuf Des Peuples) | Belmont                     |                                                                 | Photo                                                        | 43° 40′ 35″ N, 0° 14′ 14″ E |              |
| Manoir, gentilhommière                | Manoir de Béraut                              | Béraut                      |                                                                 |                                                              | 43° 55′ 09″ N, 0° 24′ 18″ E |              |
|                                       | Château de Bordeneuve                         | Masseube                    |                                                                 | Disparu                                                      |                             |              |
| Classicisme, classique                | Château du Busca-Maniban                      | Mansencôme                  | Inscrit MH (1967) · Classé MH (1972) · Notice no PA00094854     | XVIIe siècle                                                 | 43° 52′ 25″ N, 0° 19′ 09″ E |              |
| Demeure seigneuriale · Renaissance    | Château de Campaigno                          | Ligardes                    | Inscrit MH (2013) · Notice no PA32000030                        | XVIIIe siècle                                                | 44° 02′ 52″ N, 0° 27′ 51″ E |              |
| Château gascon · Résidence épiscopale | Château de Cassaigne                          | Cassaigne                   | Inscrit MH (1987) · Notice no PA00094755                        | XIIIe et XVe siècles, XVIIIe siècle                          | 43° 54′ 31″ N, 0° 20′ 08″ E |              |
| Manoir, gentilhommière · Renaissance  | Château de Castelmore                         | Lupiac                      | Site classé (1933) · Inscrit MH (1993) · Notice no PA00125589   | XVIe et XVIIe siècles, D'Artagnan a grandi dans cette maison | 43° 42′ 39″ N, 0° 09′ 28″ E |              |
|                                       | Château de Castelnau d'Auzan                  | Castelnau d'Auzan Labarrère |                                                                 |                                                              | 43° 56′ 50″ N, 0° 05′ 09″ E |              |
|                                       | Château de Caubet                             | Béraut                      |                                                                 |                                                              | 43° 54′ 54″ N, 0° 24′ 11″ E |              |
| Château fort · Renaissance            | Château de Caumont                            | Cazaux-Savès                | Inscrit MH (1947) · Classé MH (1984) · Notice no PA00094766     | XIIe et XVIe siècles, XVIIe et XIXe siècles                  | 43° 32′ 42″ N, 0° 59′ 32″ E |              |
|                                       | Château du Clavary                            | Ordan-Larroque              |                                                                 |                                                              | 43° 40′ 43″ N, 0° 30′ 55″ E |              |
| Néo-classique                         | Château d'Ensoulès                            | Béraut                      |                                                                 |                                                              | 43° 55′ 32″ N, 0° 25′ 28″ E |              |
| Renaissance                           | Château d'Esclignac                           | Monfort                     | Inscrit MH (2016) · Notice no PA00094867                        | XVe et XVIe siècles                                          | 43° 48′ 15″ N, 0° 48′ 16″ E |              |
|                                       | Château de Espujos                            | Ordan-Larroque              |                                                                 |                                                              | 43° 41′ 48″ N, 0° 28′ 26″ E |              |
|                                       | Château de Fieux                              | Miradoux                    |                                                                 |                                                              |                             |              |
|                                       | Château de Fourcès                            | Fourcès                     |                                                                 |                                                              |                             |              |
|                                       | Château de Gachepouy                          | Castet-Arrouy               |                                                                 |                                                              |                             |              |
|                                       | Château de Herrebouc                          | Saint-Jean-Poutge           |                                                                 |                                                              |                             |              |
|                                       | Château de Labarrère                          | Labarrère                   |                                                                 |                                                              |                             |              |
|                                       | Château de Lacassagne                         | Saint-Avit-Frandat          |                                                                 |                                                              |                             |              |
|                                       | Château de Larressingle                       | Larressingle                |                                                                 |                                                              |                             |              |
|                                       | Chateau Larroque                              | Ordan-Larroque              |                                                                 |                                                              | 43° 42′ 05″ N, 0° 27′ 36″ E |              |
| Château fort · Renaissance            | Château de Lasserre                           | Béraut                      | Inscrit MH (1927) · Notice no PA00094737                        | XIVe et XVIe siècles, XVIIIe siècle                          | 43° 55′ 59″ N, 0° 24′ 32″ E |              |
|                                       | Château de Lavardens                          | Lavardens                   |                                                                 |                                                              |                             |              |
| Château fort · Renaissance            | Château de Léberon                            | Cassaigne                   | Inscrit MH (1963) · Notice no PA00094756                        | XIIIe et XVe siècles, XVIe et XVIIe siècles                  | 43° 53′ 44″ N, 0° 21′ 54″ E |              |
|                                       | Château de Loubersan                          | Loubersan                   |                                                                 |                                                              |                             |              |
|                                       | Château de Madirac                            | La Romieu                   |                                                                 |                                                              |                             |              |
|                                       | Château de Magnas                             | Magnas                      |                                                                 |                                                              |                             |              |
|                                       | Château de Maignaut                           | Maignaut-Tauzia             |                                                                 |                                                              |                             |              |
|                                       | Château de Malaussane                         | Béraut                      |                                                                 |                                                              | 43° 56′ 04″ N, 0° 22′ 45″ E |              |
| Château fort · Renaissance            | Château de Manlèche                           | Pergain-Taillac             | Inscrit MH (2006) · Notice no PA32000021 · Notice no IA00038904 | XIIIe et XIVe siècles, XVIe et XIXe siècles                  | 44° 02′ 28″ N, 0° 37′ 25″ E |              |
| Château gascon                        | Château de Mansencôme                         | Mansencôme                  | Inscrit MH (1927) · Notice no PA00094853                        | XIIIe siècle                                                 | 43° 52′ 18″ N, 0° 20′ 18″ E |              |
|                                       | Château de Mauhic                             | Loubédat                    |                                                                 |                                                              |                             |              |
|                                       | Château de Mazères                            | Barran                      |                                                                 |                                                              |                             |              |
|                                       | Chateau Vieux de Meilhan                      | Ordan-Larroque              |                                                                 |                                                              | 43° 41′ 23″ N, 0° 30′ 06″ E |              |
|                                       | Chateau de Meilhan                            | Ordan-Larroque              |                                                                 |                                                              | 43° 41′ 28″ N, 0° 30′ 04″ E |              |
|                                       | Château de Mirande                            | Mirande                     |                                                                 |                                                              |                             |              |
|                                       | Château de Montaut-les-Créneaux               | Montaut-les-Créneaux        |                                                                 |                                                              |                             |              |
| Château fort · Renaissance            | Château Moulié (Château de Taillac)           | Pergain-Taillac             | Notice no IA00038906                                            | XIVe et XVIe siècles, XVIIe et XVIIIe siècles                | 44° 03′ 35″ N, 0° 36′ 12″ E |              |
|                                       | Château de Plieux                             | Plieux                      |                                                                 |                                                              |                             |              |
| Demeure seigneuriale                  | Château de Razengues                          | Razengues                   |                                                                 | XVe siècle                                                   | 43° 38′ 30″ N, 0° 59′ 51″ E |              |
|                                       | Château de Rouillac                           | Gimbrède                    |                                                                 |                                                              |                             |              |
|                                       | Château de Saint-Blancard                     | Saint-Blancard              |                                                                 |                                                              |                             |              |
|                                       | Castel Saint-Louis                            | Ordan-Larroque              |                                                                 |                                                              | 43° 39′ 07″ N, 0° 28′ 47″ E |              |
|                                       | Château de Sainte-Mère                        | Sainte-Mère                 |                                                                 |                                                              |                             |              |
|                                       | Château de Simorre                            | Simorre                     |                                                                 |                                                              |                             |              |
| Château gascon                        | Château du Tauzia                             | Maignaut-Tauzia             | Inscrit MH (1942) · Notice no PA00094852                        | XIIIe siècle                                                 |                             |              |
| Château fort · Ruine ou disparu       | Tour de Termes-d'Armagnac                     | Termes-d'Armagnac           | Classé MH (1962) · Notice no PA00094938                         | XIIIe et XIVe siècles, visitable                             | 43° 40′ 16″ N, 0° 00′ 46″ O |              |
|                                       | Château de Terraube                           | Terraube                    |                                                                 |                                                              |                             |              |